# John DeLorean
John Zachary DeLorean (Detroit, 6 de gener de 1925 - Nova Jersey, 19 de març de 2005) va ser un enginyer i empresari estatunidenc de la indústria automobilística, fundador de la DeLorean Motor Company.
John DeLorean ho va tenir tot per ser un dels homes més importants de la General Motors en tota la seva història. Des de molt jove va saber escalar fins a arribar a la vicepresidència de la companyia, un dels cotxes que el va portar a pujar en l'empresa va ser el famós Pontiac GTO, però el desig de fabricar el seu propi automòbil el va portar a retirar-se el 1973.
Per al disseny del seu vehicle, el DMC DeLorean, John DeLorean no va escatimar en absolut, i el famós Giorgetto Giugiaro (creador d'algunes joies automobilístiques) va ser l'encarregat del disseny de l'esportiu.
No obstant això, quan les vendes del cotxe van disminuir enormement, DeLorean va caure en desgràcia quan va ser arrestat a Los Angeles a l'octubre de 1982 per intentar vendre un maletí de cocaïna per valor de 24 milions de dòlars per salvar la seva empresa de la fallida. El 26 d'octubre de 1982 DMC va entrar en fallida. El 1984 va ser declarat innocent després de demostrar que un conegut seu, James Hoffman (un informant de l'FBI arrestat el 1981 per tràfic de drogues) l'havia incitat a cometre el delicte.
Va morir a Nova Jersey al març de 2005, als 80 anys.

## Infància i joventut
John Zachary DeLorean va néixer el 6 de gener de 1925 a Detroit, Michigan, sent el major dels quatre fills de Zachary DeLorean i Kathryn Pribak.
El pare de John DeLorean, Zachary (nascut Zaharia) era un immigrant de Romania, originari de Şugag (districte d'Alba). Zachary va marxar als Estats Units quan tenia vint anys. Va passar algun temps en Montana i Gary, Indiana, abans de traslladar-se a Michigan. En l'època en què va néixer el seu fill John, havia trobat una ocupació a la fàbrica de Ford Motor Company prop de Highland Park (Michigan). Les seves dificultats amb l'anglès i el seu escàs nivell educatiu li van impedir aconseguir llocs millor pagats. Quan no era requerit en Ford, treballava ocasionalment com a fuster.
La mare de John, Kathryn, era una immigrant d'Àustria-Hongria, i va ser emprada en la divisió de productes de Carboloy de General Electric. També prendria qualsevol treball que pogués encontar per augmentar més la renda pobra de la família. Ella va tolerar generalment el comportament erràtic del seu marit, però durant diverses èpoques pitjors de les tendències violentes de Zachary, ella aniria a viure amb els seus fills a la casa de la seva germana en Los Angeles (Califòrnia), i romandria allí durant un any.
Els DeLorean no van viure certament en opulència, però en termes de depressió, les coses indubtablement haurien pogut ser molt pitjors. Els aliments i la roba mai van mancar en la família, i la família es podia permetre algun luxe petit, com les lliçons de música que van ajudar a John a guanyar beques a les millors escoles de Detroit.
El 1942, Zachary i Kathryn es van divorciar. Posteriorment, Zachary es va traslladar a una pensió per viure en solitud, i a causa d'això el seu alcoholisme va empitjorar. Diversos anys després del divorci, John va ser a visitar-ho i va trobar al seu pare bastant deteriorat i bevent, amb prou feines podien comunicar-se.

## Educació
John va assistir a les escoles públiques de primària de Detroit, i després va ser acceptat en la Cass Technical High School, una escola superior tècnica de Detroit. Allí va signar un pla d'estudis sobre els components elèctrics. Els joves van trobar apassionant l'experiència de DeLorean en Cass, i va sobresortir en els seus estudis.
L'excel·lent historial acadèmic de DeLorean combinat amb el seu talent en la música li va compensar amb una beca en l'Institut de Tecnologia de Lawrence (ara conegut com a Universitat Tecnològica de Lawrence), un petit però il·lustre Col·legi de Detroit que va anar l'ànima materna d'alguns dels millors ponents de l'àrea i dissenyadors. També en aquest cas, DeLorean va ser excel·lent en l'estudi de l'enginyeria industrial, i va ser triat membre de l'escola en la societat d'Honor.
La Segona Guerra Mundial va interrompre els seus estudis. El 1943 DeLorean va ser reclutat per al servei militar i va servir durant tres anys en l'exèrcit dels Estats Units. Quan va tornar a Detroit va trobar a la seva mare i els seus germans en dificultats econòmiques a causa de les tensions de Kathryn amb els seus problemes financers en els ingressos. John va marxar a treballar en la Comissió d'Enllumenat Públic durant un any i mig amb la finalitat de posar les situacions financeres de la seva família en terra ferma, abans de reprendre la seva carrera en Lawrence.
El seu retorn a la universitat el 1947 va veure la seva candidatura per a President del Consell d'Estudiants, però ell es va apressar a imprimir una enginyosa concessió lliure en el document de l'escola, per la qual cosa va ser un contribuent popular. Aquests últims anys en Lawrence també li van donar pròleg a la contribució de DeLorean al món de l'automòbil, quan va treballar durant un temps parcial en Chrysler i en un local de producció de carrosseries. El 1948 DeLorean es va graduar amb un títol de llicenciatura en enginyeria mecànica.
En lloc d'entrar en l'enginyeria de treball després de completar el seu grau, DeLorean va treballar un temps com a venedor d'assegurances de vida, i en la Factory Equipment Corporation. Les reclamacions de DeLorean en la seva autobiografia com a venedor va ser almenys, parcialment, en honor d'aprendre a comunicar-se millor amb les persones. Ambdues coses van resultar ser un èxit financer, però l'oncle de John, Earl Pribak, un capatàs en l'enginyeria de Chrysler, li va recomanar que assistís a l'Institut de Chrysler, i John es va posar d'acord. El fabricant d'automòbils va realitzar una instal·lació de postgrau que li permetria promoure la seva educació, mentre que simultàniament es va permetre a l'exposició en l'enginyeria del món real en acció.
El 1952 DeLorean es va graduar en l'institut, amb mestratge en enginyeria d'automoció, i va signar un contracte en l'equip d'enginyers de Chrysler. Durant aquest temps, John també va prendre classes a la nit a la Universitat de Michigan Ross School of Business amb la intenció de guanyar crèdits cap al seu MBA, que es va adjudicar el 1957.

## Últims projectes
L'1 de novembre de 1994, John DeLorean va presentar la patent #5.359.941 amb l'Oficina de Patents i Marques dels Estats Units per un monorail de transport.
En els anys anteriors a la seva mort, John DeLorean planejava ressuscitar la seva empresa d'automòbils, i va donar entrevistes en les quals va descriure un nou vehicle anomenat DMC2.
Al moment de la seva mort, DeLorean estava treballant en el projecte d'una empresa coneguda com a DeLorean Time, una empresa que vendria rellotges de polsera de gamma alta, però la mort de DeLorean va causar la dissolució de l'empresa.

## Vida personal
D'acord amb la seva autobiografia, tant John DeLorean com la seva exesposa Cristina Ferrare es van convertir en víctimes arran de les controvèrsies d'un parany. DeLorean va estar casat quatre vegades. El seu primer matrimoni va ser amb Elizabeth Higgins, el 3 de setembre de 1954 i es va divorciar el 1969. Més tard, DeLorean es va casar amb Kelly Harmon el 31 de maig de 1969 i es va divorciar el 1972. El seu tercer matrimoni va ser amb la model Cristina Ferrare, el 8 de maig de 1973, que va acabar en divorci el 1985. Va estar casat amb Sally Baldwin, fins a la seva mort el 2005.
El nom DeLorean és molt més habitual escrit amb un espai, com De Lorean. Van ser mecanografiats els documents de la DeLorean Motor Company utilitzant l'espai universalment, tanmateix, i això sembla haver estat triat per l'empresa, en tipogràfica, la meitat de l'espai no és un espai complet, figura entre les dues parts del nom, i és més visible com De Lorean, igual que en els automòbils. Aquesta utilització d'un mig espai probablement va influenciar a molta gent a no veure cap espai entri D'i Lorean. El fundador de la companyia originalment va escriure el seu nom com John Delorean. En algun moment de la seva vida, va començar a utilitzar el nom De Lorean en lloc de DeLorean (però l'ortografia correcta en aquest nom d'origen romanès seria "de Lorean"). Durant el període en què la de Lorean Motor Company va estar operativa, utilitzava exclusivament un espai en el seu nom durant el curs dels negocis.
John DeLorean va aparèixer en l'anunci d'una revista publicat pel whisky Cutty Sark l'any anterior a la seva detenció i el col·lapse de la seva empresa. Amb el títol de "One out of every 100 new businesses succeeds. Here's to those who take the odds" (Un de cada 100 negocis nous aconsegueix l'èxit. Brindem pels que prenen el risc).
El 1999, DeLorean es va declarar personalment en fallida després de més de quaranta casos judicials des de la caiguda de la DeLorean Motor Company.

## Mort i llegat
John DeLorean va morir a l'Hospital Overlook en Summit (Nova Jersey) el 19 de març de 2005 als 80 anys, a causa d'una apoplexia. Les seves cendres estan enterrades en el cementiri de White Chapel, a Troy (Michigan), a petició de la seva família, i d'acord amb la tradició militar, va ser enterrat amb tots els honors militars pel seu servei en la Segona Guerra Mundial.
El 14 de febrer de 2006 Game Show Network va transmetre un episodi de Anything to Win, parlant sobre John DeLorean. L'episodi va incloure entrevistes amb els amics de DeLorean, els seus entusiastes, i la seva família.
En 2008, el projecte de col·laboració musical Neon Neon va llançar un disc basat en la vida de John DeLorean.
Des de 2008 DMC, refundada per l'empresari nord-americà Stephen Wynne, produeix cotxes DMC DeLorean de nova construcció, sent peça per peça igual al model original de 1981, encara que si el client ho desitja el vehicle pot estar equipat amb algunes dels avantatges tecnològics actuals, com a fars de xenó o GPS. El preu d'un d'aquests nous DeLorean ronda els 57.500$ aproximadament.

## Al cinema
- Driven (2018), l'actor Lee Pace interpreta John DeLorean en una pel·lícula sobre l'operació de l'FBI per a atrapar el dissenyador inconformista de vehicles. El film es va projectar a la 75a Mostra Internacional de Cinema de Venècia el 2018 i l'estrena als cinemes va ser l'agost de 2019.
- Framing John DeLorean (2019), l'actor Alec Baldwin interpreta John Delorean. "L'extraordinària vida i carrera d'un controvertit fabricador d'automòbils, John DeLorean -- des del seu ascens meteòric a General Motors Co. fins a la seva obsessiva recerca per a construir el millor cotxe esportiu del món."

### Llibres relacionats
- DeLorean, John Z.; Ted Schwarz (setembre de 1985). DeLorean. Zondervan. ISBN 0-310-37940-7.
- Haddad, William (agost de 1985). Hard Driving : My Years with John DeLorean. ISBN 0-394-53410-7.
- Fallon, Ivan; James Srodes (novembre de 1985). Dream Maker: The Rise and Fall of John Z Delorean, 455. ISBN 0-399-12821-2.
- Levin, Hillel (1983). Grand Delusions: The Cosmic Career of John DeLorean. Viking, 336. ISBN 0-670-26685-X.